# Carmen Martínez
 (juin 2017).
Si vous disposez d'ouvrages ou d'articles de référence ou si vous connaissez des sites web de qualité traitant du thème abordé ici, merci de compléter l'article en donnant les références utiles à sa vérifiabilité et en les liant à la section « Notes et références ».
Carmen Patricia Martínez (née le 26 décembre 1982 à Asunción) est une athlète paraguayenne, spécialiste du fond et du marathon.
Elle participe au marathon des Jeux olympiques de 2016, où elle termine 115e en 2 h 56 minutes et 43 s. Elle est porte-drapeau lors de la cérémonie de clôture. C'est la seule championne d'Amérique du Sud en 2017 de son pays à Luque (Paraguay), sur la distance de 10 000 m.